# 海平面

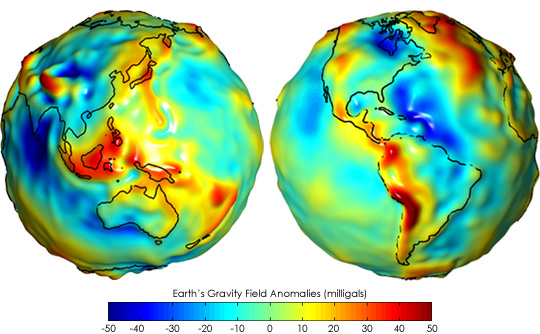
大地水準面的三度空間想像圖，使用重力單位。

海平面（英語：Sea level）是地球單一或多個海洋表面的平均水平，由此可以測量諸如海拔等高度。平均海平面（MSL）是一種垂直基準，一個標準化的大地測量參考點。例如製圖和航海中的海圖基準面，或是航空中測量標準海平面的大氣壓力，以便校準飛機的飛行高度。一個常見且簡單的意思，海平面標準是特定位置的平均低潮和平均高潮之間的中點。
由于牵涉到一些复杂且困难的测量，使得精确确定海平面成为一个困难的工作。测量海平面的仪器叫做验潮仪，一般微风所导致的海面的波浪可以通过平均的方法消除掉，潮汐所导致的海平面的升高和跌落也可以通过长时间的观测后取平均值的方法消除掉。海平面的测量总是相对于陆地的测量，因此海平面的变化可以是真正地由于海面的变化导致的，也可以是由于陆地的变化导致的。海平面在地質年代上已經有很大的變化。仔細測量平均海平面的變化可以深入了解持續的氣候變化，海平面上升廣泛被引用為全球變暖的證據。
通常所謂的海拔就是指平均海拔（Above mean sea level，AMSL）。

## 测量时的困难
在测量一个离地面比较远的地方的海平面时专家使用一个称为大地水准面的“水平”的参考表面，测量的是海平面与这个大地水准面之间的高度差。假如没有外力的作用，海平面应该与大地水準面一致，它相当于与地球万有引力的一个等势面。事实上由于海流、气压变化、温度和盐度的变化等等会导致海平面与大地水準面不等。即使长时间的平均值两者也不相同。这个长期的、地区性的差异被称为海面地形，其数值可以达±2米。
传统上在测量海計算海水面的平均位置时要考虑到228个月的默冬章和約18.6年（223个月）的食周对潮汐的影响。海平面在地球表面不是到处都一样的，比如巴拿马运河的太平洋側的海平面比大西洋側的海平面高20厘米。
尽管有这些困难，使用仪表飞行规则飞行的飞行员必须有精确的和可靠的飞行高度以及机场高度的数据。尤其在引力反常的地区在航空母舰上降落这个问题会非常严重。为了克服计算上的困难飞行员使用广域差分系统所定义的参考椭球，而不使用大地水准面来定义海平面高度。而且全球定位系统也适用这个参考椭球。
陆地与海平面之间的变化可以有多种原因，海面升降一般是由于气候变化造成的，均衡补偿的变化是由于板块作用等导致的，而不是因为海水总量的变化导致的。冰川期末冰川的融化导致的海平面的变化是海面升降最典型的例子。通过对地质稳定的海岸地带的沉积的考察古气象学家可以测定过去的海平面的位置。火山岛的升降是非常典型的均衡补偿的海平面变化。随着火山岩的冷却这些岛屿开始下降。
在没有液体海洋的行星表面行星学家往往计算一个“平均”高度。这个平均高度有时也被称为“海平面”，它用来作为测量行星表面各个地点的高度的参考面。

## 海平面的變化

### 地質歷史上的變化
随地理时期的变化，海平面不断变化。今天的海平面几乎是所有地质时期裡最低的。在最近一次冰川期中（其顶点约为两万年前），由于蒸发的海水在北半球的冰雪中堆积，当时的平均海平面比今天低130米。大多数冰川在一万年前融化，但至今为止小冰川依然在融化。在地球历史上类似的冰川周期已经发生过数百次了。

### 短期和周期性的變化
有許多因素可以產生短期（幾分鐘到14個月）的海平面變化。 

潮汐的时间分布。

| 週期性海平面變化                                   | 週期性海平面變化 | 週期性海平面變化 |
| -------------------------------------------------- | ---------------- | ---------------- |
| 晝夜和半日的天文潮                                 | 週期 12–24 小時  | 0.2–10+ 公尺     |
| 長週期潮                                           |                  |                  |
| 旋轉變化 （錢德勒擺動）                            | 週期 14 月       |                  |
| 氣象和海洋變動                                     |                  |                  |
| 大氣壓力                                           | 小時 – 月        | −0.7 – 1.3 公尺  |
| 風 （風暴潮）                                      | 1–5 天           | 可達 5 公尺      |
| 蒸發和降水 （也可能跟長期模式有關）                | 天 – 週          |                  |
| 海洋表面變化 （海水密度和洋流的改變）              | 天 – 週          | 可達 1 公尺      |
| 聖嬰現象/南方振盪                                  | 6 月（每5–10年） | 可達 0.6 公尺    |
| 季節性變化                                         |                  |                  |
| 大洋（大西洋、太平洋、印度洋）間水平衡的季節性變化 |                  |                  |
| 水面坡度的季節性變化                               |                  |                  |
| 河川徑流/ 洪水                                     | 2 月             | 1 公尺           |
| 海水分密度季節性變化 （溫度和鹽度）                | 6 月             | 0.2 公尺         |
| 假潮                                               |                  |                  |
| 假潮 （駐波）                                      | 分–小時          | 可達 2 公尺      |
| 地震                                               |                  |                  |
| 海嘯 （產生災難性的長周期波）                      | 小時             | 可達 10 公尺     |
| 地滑                                               | 分鐘             | 可達 10 公尺     |

### 現今的變化
至少在過去的100年中，海平面平均每年增長約1.8毫米。這種上升主要來自海洋溫度升高所導致表層（約500公尺深）海水的輕微熱膨脹。另外四分之一，則是來自陸地上的水源，如融雪和冰川，還有人類超抽地下水等等。

## 各地區域的測定
近来有海平面上升的趋势。据测定，近年来中华人民共和国沿海海平面平均上升速率为2.5毫米/年，略高于全球海平面上升速率。
海平面在地理测量中经常作为高度的标准，例如中华人民共和国海拔高度采用青岛港验潮站的长期观测资料推算出的黄海平均海面作为零点。

## 外部連結
- 綠色和平-氣候變化及能源危機 （页面存档备份，存于）
- 台灣國立中央研究院-溫室氣體資料庫 （页面存档备份，存于）
- 香港天文台-潮汐資料 （页面存档备份，存于）